# Grieboer Bach östlich Coswig
Grieboer Bach östlich Coswig este o arie protejată (arie specială de conservare — SAC, sit de importanță comunitară — SCI) din Germania întinsă pe o suprafață de 16 ha, integral pe uscat.

## Localizare
Centrul sitului Grieboer Bach östlich Coswig este situat la coordonatele 51°54′30″N 12°32′07″E / 51.9083°N 12.5353°E.

## Înființare
Situl Grieboer Bach östlich Coswig a fost declarat sit de importanță comunitară în octombrie 2000 pentru a proteja 5 specii de animale. Situl a fost protejat și ca arie specială de conservare în decembrie 2018.

## Biodiversitate
Situată în ecoregiunea continentală, aria protejată conține 3 habitate naturale: Cursuri de apă de la nivel de câmpie la nivel montan, cu vegetație Ranunculion fluitantis și Callitricho-Batrachion, Păduri de stejar sau de stejar și carpen sub-atlantice și medio-europene de Carpinion betuli, Păduri aluvionare cu Alnus glutinosa și Fraxinus excelsior (Alno-Padion, Alnion incanae, Salicion albae).
La baza desemnării sitului se află mai multe specii protejate:
- mamifere (3): liliac cârn (Barbastella barbastellus), castor (Castor fiber), vidră de râu (Lutra lutra)
- nevertebrate (1): Vertigo angustior
- pești (1): cicar (Lampetra planeri)

Pe lângă speciile protejate, pe teritoriul sitului au mai fost identificate 2 specii de amfibieni, 3 specii de mamifere, 2 specii de pești.